# Trithemis donaldsoni
Trithemis donaldsoni – gatunek ważki z rodziny ważkowatych (Libellulidae). Występuje w Afryce Subsaharyjskiej – od Etiopii na południe po RPA i Namibię; być może występuje też w Erytrei i Somalii.
W RPA imago lata od listopada do końca maja. Długość ciała 40–41,5 mm. Długość tylnego skrzydła 32–33,5 mm.